# Unione Sportiva Lecce 1970-1971
Questa voce raccoglie le informazioni riguardanti l'Unione Sportiva Lecce nelle competizioni ufficiali della stagione 1970-1971.

## Divise
| Casa |

## Rosa
| N. |                   | Ruolo | Calciatore         |
| -- | ----------------- | ----- | ------------------ |
|    | Italia (bandiera) | P     | Aldo Panico        |
|    | Italia (bandiera) | P     | Giuseppe Ferretti  |
|    | Italia (bandiera) | P     | Gabriele Menozzi   |
|    | Italia (bandiera) | D     | Michele Lorusso    |
|    | Italia (bandiera) | D     | Domenico Virgolini |
|    | Italia (bandiera) | D     | Salvatore Flamini  |
|    | Italia (bandiera) | D     | Salvatore Di Somma |
|    | Italia (bandiera) | D     | Antonio Tornese    |
|    | Italia (bandiera) | D     | Vittorio Guzzo     |
|    | Italia (bandiera) | C     | Angelo Cesana      |
|    | Italia (bandiera) | C     | Giuseppe Materazzi |

| N. |                   | Ruolo | Calciatore       |
| -- | ----------------- | ----- | ---------------- |
|    | Italia (bandiera) | C     | Antonio Donadei  |
|    | Italia (bandiera) | C     | Angelo Desio     |
|    | Italia (bandiera) | C     | Salvatore Rosato |
|    | Italia (bandiera) | C     | Luciano Rigato   |
|    | Italia (bandiera) | A     | Tiziano Frieri   |
|    | Italia (bandiera) | A     | Ennio Fiaschi    |
|    | Italia (bandiera) | A     | Guido Mattei     |
|    | Italia (bandiera) | A     | Sandro Crispino  |
|    | Italia (bandiera) | A     | Sergio Minervini |
|    | Italia (bandiera) | A     | Roberto Pellè    |

## Fonte
- WLecce.it.